# Cho Nam-Suk
Cho Nam-Suk (13 de agosto de 1981) es un deportista surcoreano que compitió en judo.
Ganó una medalla en el Campeonato Mundial de Judo de 2005, y dos medallas en el Campeonato Asiático de Judo en los años 2004 y 2005. En los Juegos Asiáticos de 2006 consiguió una medalla de plata.

## Palmarés internacional
| Campeonato Mundial  | Campeonato Mundial   | Campeonato Mundial | Campeonato Mundial |
| Año                 | Lugar                | Medalla            | Categoría          |
| ------------------- | -------------------- | ------------------ | ------------------ |
| 2005                | El Cairo (Egipto)    | Medalla de bronce  | –60 kg             |
| Juegos Asiáticos    |                      |                    |                    |
| Año                 | Lugar                | Medalla            | Categoría          |
| 2006                | Doha (Catar)         | Medalla de plata   | –60 kg             |
| Campeonato Asiático |                      |                    |                    |
| Año                 | Lugar                | Medalla            | Categoría          |
| 2004                | Almatý ( Kazajistán) | Medalla de plata   | –60 kg             |
| 2005                | Taskent (Uzbekistán) | Medalla de oro     | –60 kg             |